# Gare de Saint-Agnan
Gare de Saint-Agnan vasútállomás Franciaországban, Saint-Agnan településen.

## Vasútvonalak
Az állomást az alábbi vasútvonalak érintik:
- Moulins-Mâcon-vasútvonal
- TER Bourgogne 2-es vonal

## Kapcsolódó állomások
A vasútállomáshoz az alábbi állomások vannak a legközelebb:
- Gare de Digoin (Gare de Dijon-Ville, TER Bourgogne 2-es vonal)
- Gare de Gilly-sur-Loire (Gare de Moulins-sur-Allier, TER Bourgogne 2-es vonal)